# Karol Żurek
Karol Żurek (ur. 28 stycznia 1949 w Katowicach) – polski hokeista, reprezentant kraju, olimpijczyk.
Wychowanek Baildonu Katowice w barwach którego w latach 1973–1977 cztery razy wywalczył tytuł wicemistrza Polski. Dalszą karierę kontynuował w niemieckich klubach ERC Freiburg i SVB Bayreuth.
W reprezentacji Polski wystąpił 73 razy zdobywając 6 bramek. Wystąpił w czterech turniejach o mistrzostwo świata (1972, 1974, 1975, 1976) oraz na igrzyskach olimpijskich 1976 w Innsbrucku.